# Yli-Siikalampi
Yli-Siikalampi eller Siikalampi är en sjö i Finland. Den ligger i kommunen Pudasjärvi i landskapet Norra Österbotten, i den centrala delen av landet, 600 km norr om huvudstaden Helsingfors. Yli-Siikalampi ligger 121 meter över havet. Arean är 34,7 hektar och strandlinjen är 2,42 kilometer lång. Sjön  ingår i Ijo älvs huvudavrinningsområde.   
Följande samhällen ligger vid Yli-Siikalampi:
- Pudasjärvi (9 459 invånare)